# Бейзболна шапка
Бейзболната шапка е вид мека шапка с дълга твърда козирка, която се използва най-вече в спорта бейзбол, но може да се носи и като моден атрибут. Подходяща е за мъже и жени. Може да се носи с козирката отпред или отзад. Произведена е за първи път през 1860 година, но става популярна около 1900. През 1980-те тя получава нова популярност, когато започват да я използват холивудски режисьори, между които и Стивън Спилбърг.